# Pinheiro Machado
Pinheiro Machado egy község (município) Brazíliában, Rio Grande do Sul államban, a Tapes hegység előhegyeiben. 2022-ben népességét 11 214 főre becsülték.

## Története
Területén természeti népek (minuano indiánok) éltek, jelenlétükre vésett feliratok és hulladékhalmok (sambaquis) utalnak. Az európai betelepülés 1775 körül kezdődött Rafael Pinto Bandeira katonaemberrel, aki kiemelkedő szerepet játszott a portugál gyarmat missziós területeinek visszafoglalásában. A 19. század közepén azonban még csak egy kiterjedt mocsár borította azt a helyet, ahol ma a községközpont áll; vízfolyások nem voltak, így a gyarmatosítók kutakat kellett ássanak, hogy vizet szerezzenek. A legenda szerint José Dutra de Andrade gazdag birtokos, aki elvesztette látását, megígérte, hogy kápolnát épít a Fényességes Miasszonyunk tiszteletére, ha meggyógyul. Miután megmosdott egyik ilyen kút vizében, visszanyerte látását, és szomszédjával, Antônio de Oliveirával együtt telket adományozott a közösségnek, amelyen 1851-ben felépült a Nossa Senhora da Luz das Cacimbinhas (Vízgyűjtők Fényességes Szűzanyja) kápolna. Ezt 1857-ben plébánia rangjára emelték, a helyet pedig Piratini kerületévé nyilvánították.
1878-ban kivált Piratiniből és, és 1879. február 24-én önálló községgé szerveződött Nossa Senhora da Luz das Cacimbinhas néven; ez később Cacimbinhasra (vízgyűjtők, víztárolók) rövidült. 1915-ben nevét Pinheiro Machadora változtatták José Gomes Pinheiro Machado republikánus politikus tiszteletére. Az 1923-as lázadás során a község területén több csatát vívtak, a település többször a felkelők kezére került. 1934-ben a község területe nőtt, mivel Piratinitől egy 520 km2-es, kiváló legelőkkel rendelkező földsávot csatoltak hozzá. 1938-ban a községközpont városi rangot kapott.

## Leírása
Székhelye Pinheiro Machado, további kerületei Curral de Pedras és Torrinhas. A községközpont az állami fővárostól légvonalban 270 kilométerre, 360 méter tengerszint feletti magasságon fekszik. Nedves szubtrópusi éghajlat jellemzi, az éves átlaghőmérséklet 17,4 ºC, a csapadék 1275 mm. Jelentős juh- és szarvasmarha-tenyésztő, szőlőtermesztő. Területén mészkövet termelnek ki.